# Station Meguro
Station Meguro  (目黒駅, Meguro-eki) is een treinstation in de speciale wijk Shinagawa in Tokio. Het station bevindt zich aan de grens met Meguro. Het station ligt net ten zuiden van Meguro Dori (Megurostraat).

## Lijnen
- JR East
  - Yamanote-lijn
- Tokyo Metro
  - Namboku-lijn
- Toei Metro
  - Mita-lijn
- Tōkyū
  - Meguro-lijn

## Perrons

### JR East
| 1 | ■Yamanote-lijn | Station Shinagawa •Station Tokio • Station Ueno        |
| 2 | ■Yamanote-lijn | Station Shibuya • Station Shinjuku • Station Ikebukuro |

### Tokyo Metro, Toei, Tōkyū
| 1 | ■Meguro-lijn  | Ōokayama • Den-en-chōfu • Musashi-Kosugi • Hiyoshi                                            |
| 2 | ONamboku-lijn | Tameike-Sannō (N-06) • Iidabashi (N-10) • Komagome (N-14) • Akabane-Iwabuchi (N-19)           |
| 2 | OMita-lijn    | Hibiya (I-08) • Ōtemachi (I-09) • Kasuga (I-12) • Sugamo (I-15) • Nishi-Takashimadaira (I-27) |